# Скрижали на откровението
Плочите на откровението са предмети от Библията – две каменни плочи (скрижали) с изписани върху тях Десетте Божи заповеди, които Моисей получава от Йехова в планината Синай.[Изход 31:18]